# RS-232

محل کاربرد استاندارد ۲۳۲ در طرفین تجهیزات ترمینال داده (DTE) و تجهیزات ارتباط داده (DCE) در یک شبکه ارتباط سریال با یک شبکه تلفن. (EIA-232 نام قدیمی استاندارد RS-232 است)

RS-232 استانداردی در مخابرات است، که در سال ۱۹۶۰ برای انتقال ارتباط سریال داده‌ها، ارائه گردید. این استاندارد، سیگنال‌های اتصال میان تجهیزات ترمینال داده (مانند ترمینال رایانه) و تجهیزات ارتباط داده (مانند مودم) را تعریف می‌کند. استاندارد RS-232 مشخصات الکتریکی، زمان و معنی سیگنال‌ها، اندازه فیزیکی و خروجی‌های کانکتورها را نیز مشخص می‌نماید. استاندارد RS-232 اغلب در درگاه‌های سریال رایانه‌ای، مورد استفاده قرار می‌گیرد.
RS-232 در سال ۱۹۶۰ توسط سازمان جهانی تجهیزات الکترونیکی معرفی گردید.